# Bittacus nipponicus
Bittacus nipponicus is een schorpioenvlieg uit de familie van de hangvliegen (Bittacidae). De wetenschappelijke naam van de soort is voor het eerst geldig gepubliceerd door Navás in 1909.
De soort komt voor in Japan.